# Parabellum (ゲーム)
『Parabellum』（パラベラム）は、ドイツのゲーム開発会社Acony Games（2013年廃業）が開発していた未完成のオンラインFPSである。プレオープンサイトが開設され、2009年春の公開が予定されていたものの、正式にリリースされることなく2010年に開発が中止された。
日本ではアエリアが2008年10月に独占配信契約を結んでいたが、アエリアは2010年3月に契約を打ち切っている。
北米ではK2 Network（GamersFirst.comの当時の運営者）が独占配信契約を結んでいたが、2010年10月にAcony GamesとK2 Networkの双方の合意による契約解除が発表された。この発表の時点で本ゲームの今後は未定とされていたものの、そのまま開発中止となった。

## 概要
ドイツのゲームであり、ニューヨークを舞台としてテロリストと戦うゲームであった。ゲーム内時間は2018年とされていた。